# Ewald Koster
Ewald Koster (Groningen, 4 maart 1985) is een Nederlands oud-voetballer. Hij begon zijn carrière bij FC Groningen en maakte in 2007 de overstap naar BV Veendam.

## Statistieken
| Seizoen | Club           | Competitie     | Wedstrijden | Doelpunten |
| ------- | -------------- | -------------- | ----------- | ---------- |
| 2006/07 | FC Groningen   | Eredivisie     | 1           | 0          |
| 2007/08 | SC Veendam     | Eerste Divisie | 33          | 1          |
| 2008/09 | SC Veendam     | Eerste Divisie | 30          | 3          |
| 2009/10 | SC Veendam     | Eerste Divisie | 8           | 1          |
| 2011/12 | Harkemase Boys | Topklasse      | ?           | ?          |
| 2012- ? | VV Staphorst   | Hoofdklasse    | ?           | ?          |